# Chocolate con churros

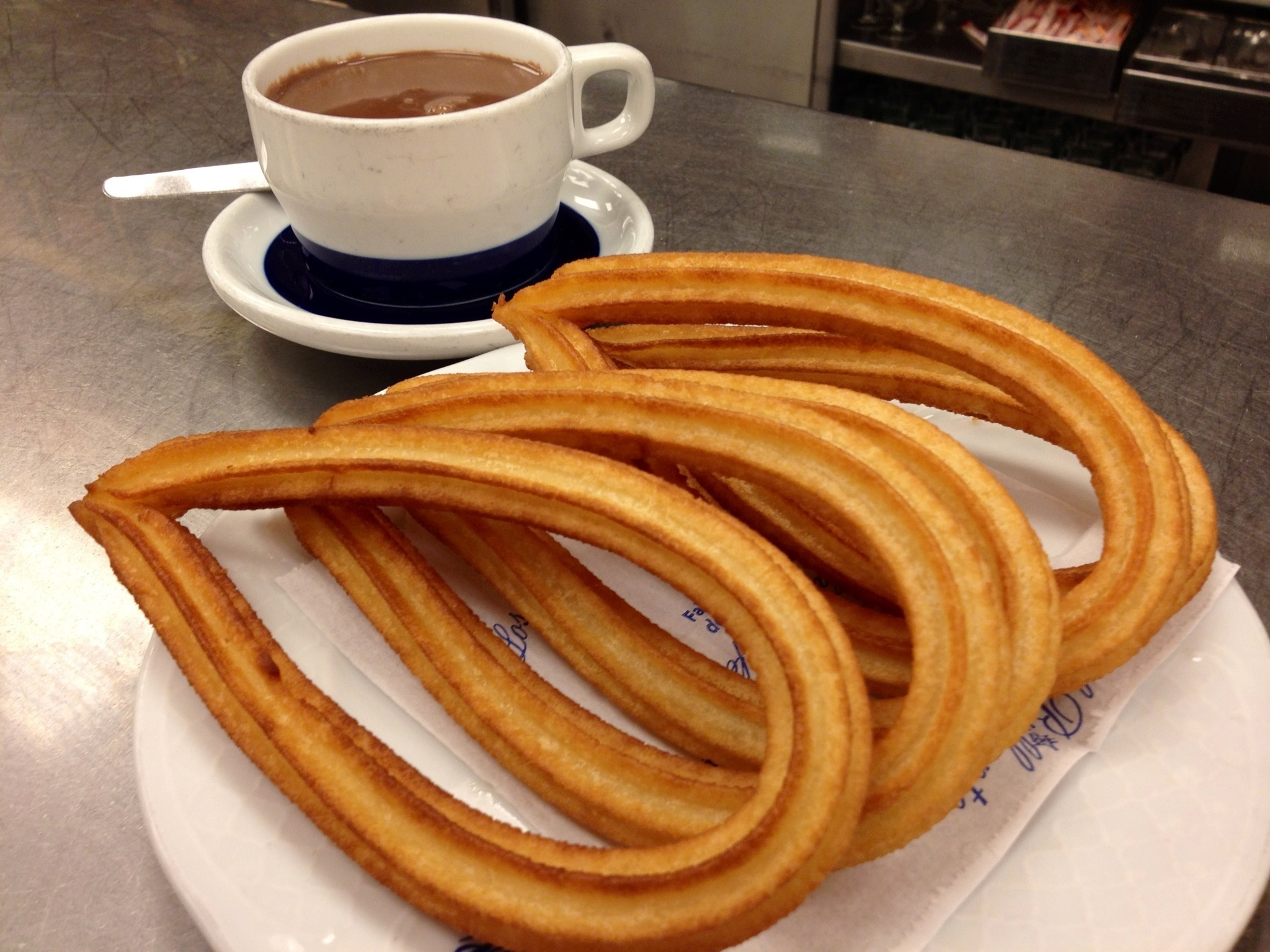
Chocolate con churros servido en Madrid

El chocolate con churros es un plato típico de la gastronomía de España, difundido también en varios países hispanoamericanos como Argentina, Chile, El Salvador, México, Paraguay, Perú y Uruguay desde hace más de un siglo. Se consume como desayuno a horas muy tempranas y en algunas ocasiones se sirve como merienda. Es un alimento típico de España que se toma frecuentemente durante los meses fríos de invierno. Este plato es un contraste de sabores equilibrado, mezclando la dulzura amarga del chocolate con los aromas salados y aceitosos del crujiente churro.[cita requerida]

## Historia

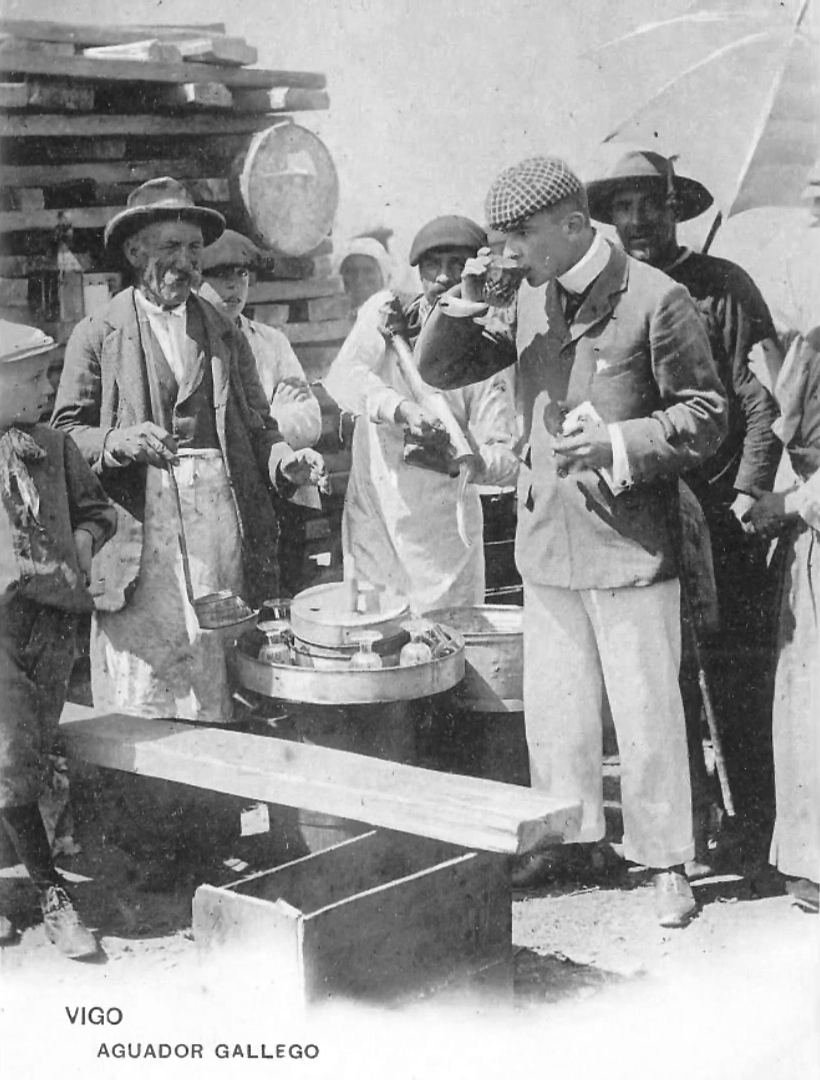
Un hombre tomando chocolate con churros en la calle, en Vigo, alrededor del año 1900.

Desayunar con churros en Madrid se remonta casi a comienzos del siglo XIX, es muy posible que el churro fuera dado a conocer en las ferias ambulantes que rondaban frecuentemente por la capital. Seguro que la popularidad del churro (o de su variante más grande, la porra) como desayuno fue creciendo hasta ser altamente popular debido a su bajo costo, por aquellos entonces se denominaba fruta de sartén. Por otra parte el chocolate tiene una historia más larga, cuya invención y nombre nos remontan a México y sus culturas prehispánicas, y es derivado del cacao originario también de México, donde en su momento fue moneda de uso corriente entre pueblos precolombinos de Mesoamérica.
Dados estos dos elementos (chocolate y churros) se desconoce el instante exacto entre el siglo XIX y comienzos del XX en el que se inventa esta pareja de desayuno (algunos dicen sin detalles que pudo haber nacido en torno a los años 1920), quizás la sabiduría popular fuera la que indicó de forma espontánea la idoneidad de este emparejamiento.

## Presentación

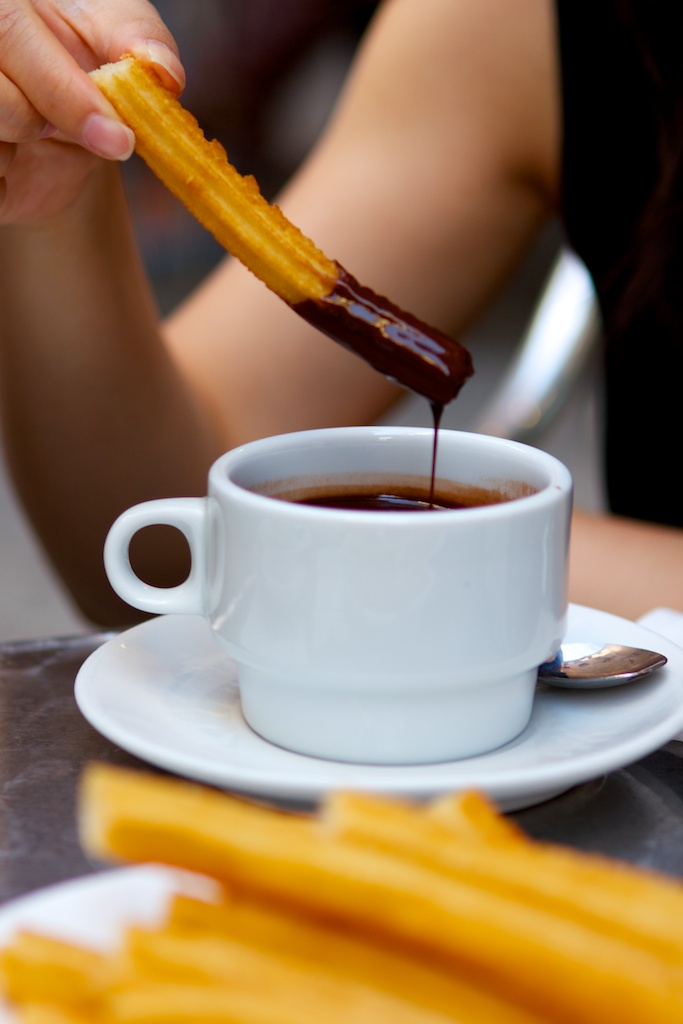
Para consumir es costumbre mojar el churro en el chocolate caliente de la taza

Se denomina chocolate con churros indicando que el chocolate caliente (generalmente entre los 75 °C y 80 °C) se sirve en una tacita de porcelana acompañado de un plato con churros recién hechos (es habitual que una ración contenga entre seis y ocho churros dependiendo del tamaño). En algunas ocasiones se sirve con porras en lugar de churros, y esto depende fundamentalmente del gusto del comensal. Dependiendo de los recintos donde se sirve, suele acompañarse al plato de churros con un sobre con azúcar para que se espolvoree el pedido y una jarra con agua fría para apagar la repentina sed que aparece tras haber tomado este desayuno (debido al chocolate caliente y espeso).
El consumo de este plato se realiza de manera simple, se toma un churro y se moja en el chocolate caliente de la taza, en algunas ocasiones (dependiendo del gusto del comensal) se espolvorea antes el azúcar sobre los churros. El resto de chocolate que queda tras la ingesta de los churros (ya más frío) se suele tomar bebido.
El churro se puede servir frío o caliente. Es más común que en el norte de España se sirva frío mientras que en el sur se sirve caliente.

## Costumbres
Es de notar que el chocolate con churros es, aparte de un desayuno o una merienda, un acto puramente social. Se suele tomar sentado en torno a los veladores de mármol, si es desayuno se toma como una oportunidad de conversación con el vecino, si es merienda como una reunión planeada. Suele ser el ingrediente secundario del famoso Roscón de Reyes en Navidad, el cual se suele tomar igual que el chocolate con churros, solo que en vez de mojar el churro se moja una porción del roscón. En algunos países como Cuba (tal como en España a finales del siglo XVIII), se asocia a un alimento servido durante los «banquetes velorios».

### Lugares

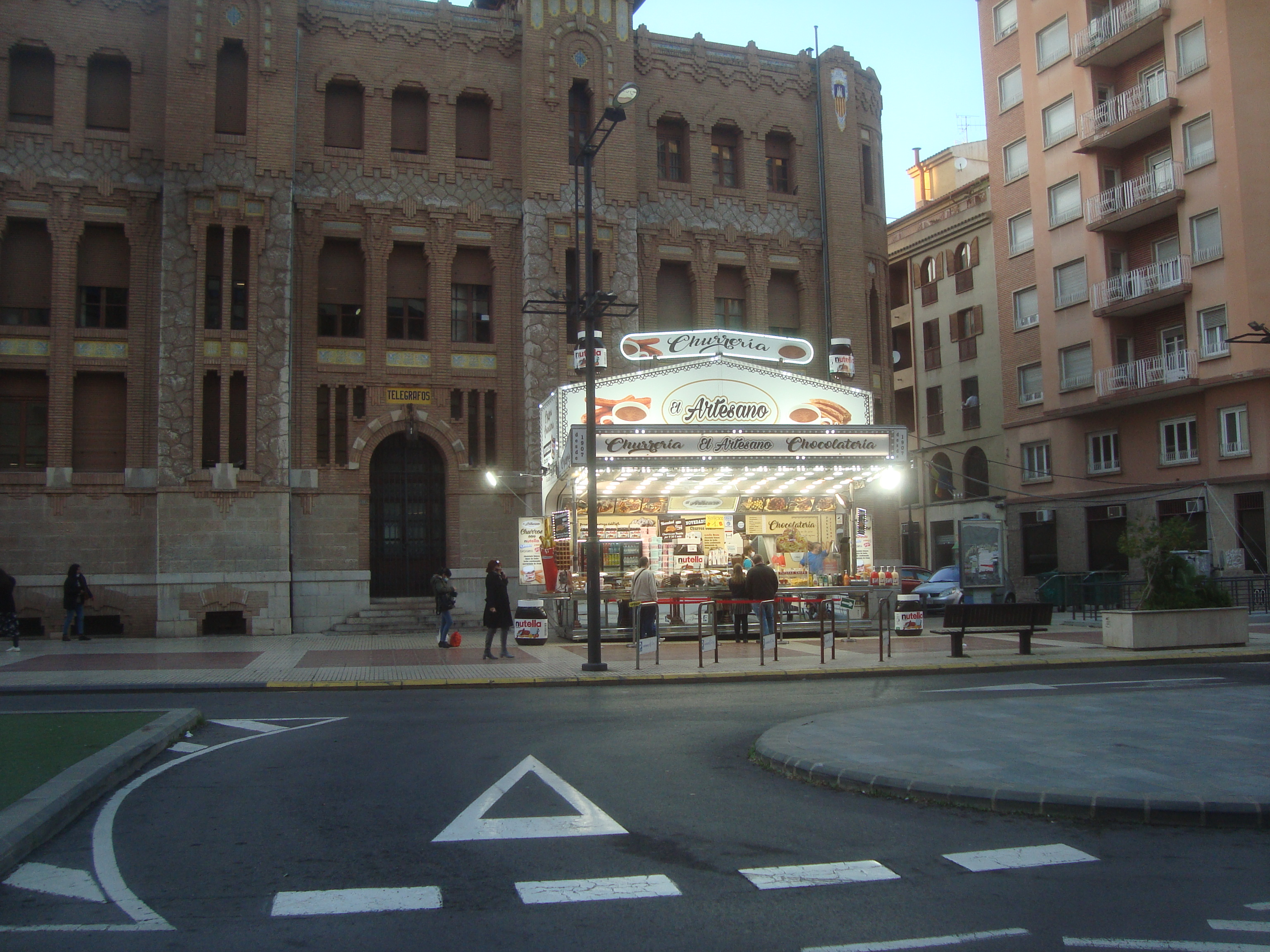
Churrería

El lugar donde se puede tomar un chocolate con churros es lo que se denomina «churrería», suele ser un local con abundante decoración de mármol[cita requerida] (sobre todo las mesas y el suelo) que recuerda en parte a los años de inicio de siglo XIX o XX, la estructura de estos locales suele ser la típica de antaño: una persona delante de una caja («cajera») recibe la petición del número de raciones de churros, cobra y entrega al cliente un recibo que sirve de justificante para solicitar en la «barra» el pedido. No se tarda mucho, generalmente en un par de minutos ya se está servido. En algunas churrerías de Madrid debido a la gran afluencia de público existe la costumbre desde antaño de compartir la mesa. El olor de estas churrerías es una extraña mezcla entre la fritura de los churros y el hervir del cacao. En las churrerías puede pedirse también café con leche y churros (otra variante), anís, coñac, etc. Existe la posibilidad de pedir «para llevar» y llevarse en un recipiente el chocolate y los churros, algunas de las chocolaterías tradicionales ofrecen ya este servicio.
Las churrerías están abiertas desde muy temprano, su uso popular hacía que los trabajadores de primera hora de la mañana (5:00 o 6:00 de la mañana) pudieran servirse sus desayunos. Hoy en día el concepto ha ido cambiando poco a poco y los jóvenes que trasnochan durante los fines de semana o en las fiestas locales suelen acabar sentados desayunando en estas tempranas churrerías.
El chocolate con churros se sirve también en cualquier cafetería o terraza. Poco a poco el ritmo rápido de las ciudades va haciendo que se demanden puestos callejeros para servir los churros, de esta forma no es difícil ver cada vez más puestos de este tipo junto a las estaciones de ferrocarril. Algunas empresas de cáterin a empresas llegan a ofrecer, entre sus múltiples servicios culinarios desayunos con chocolate y churros.

### Churrerías

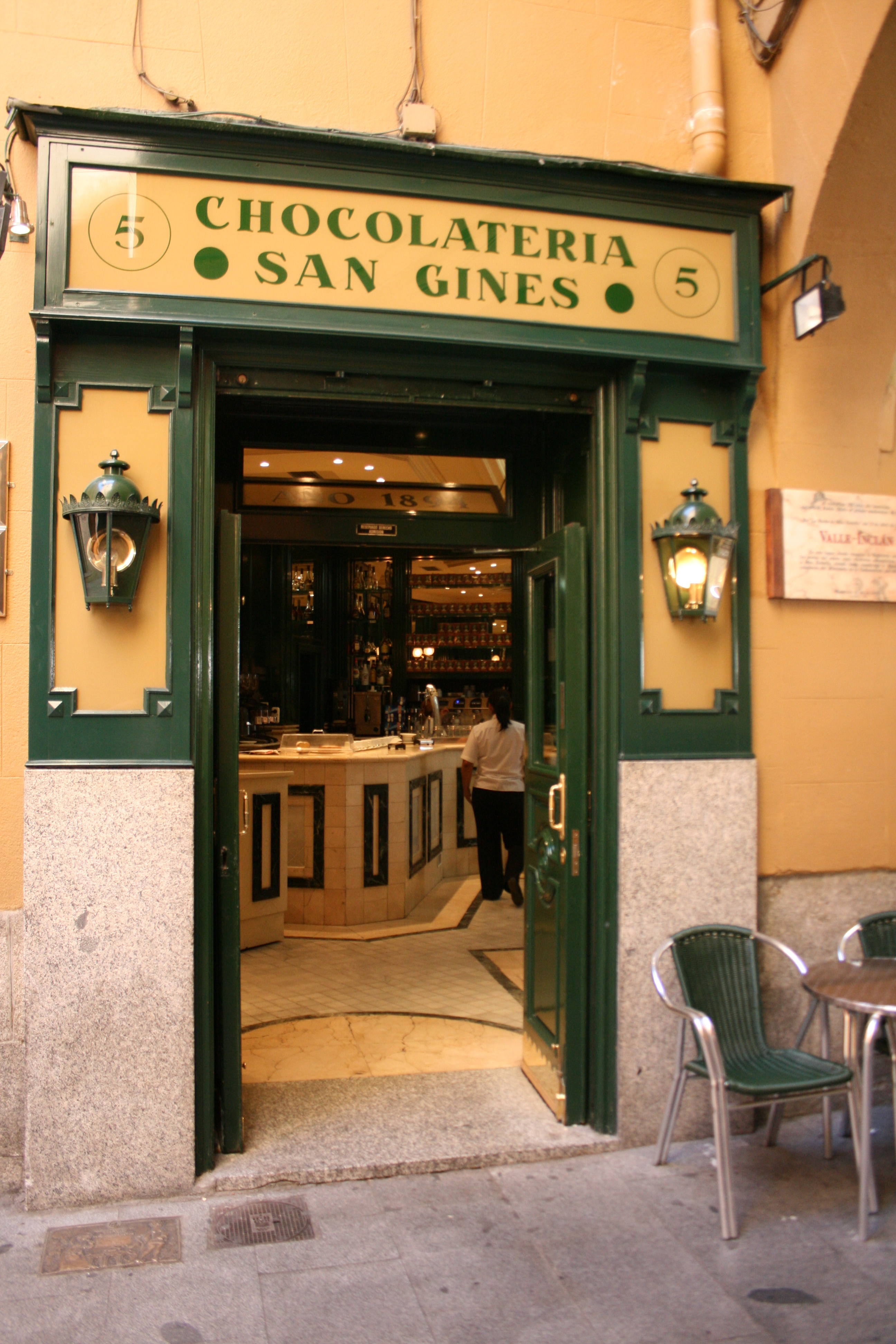
Chocolatería San Ginés. En Madrid.

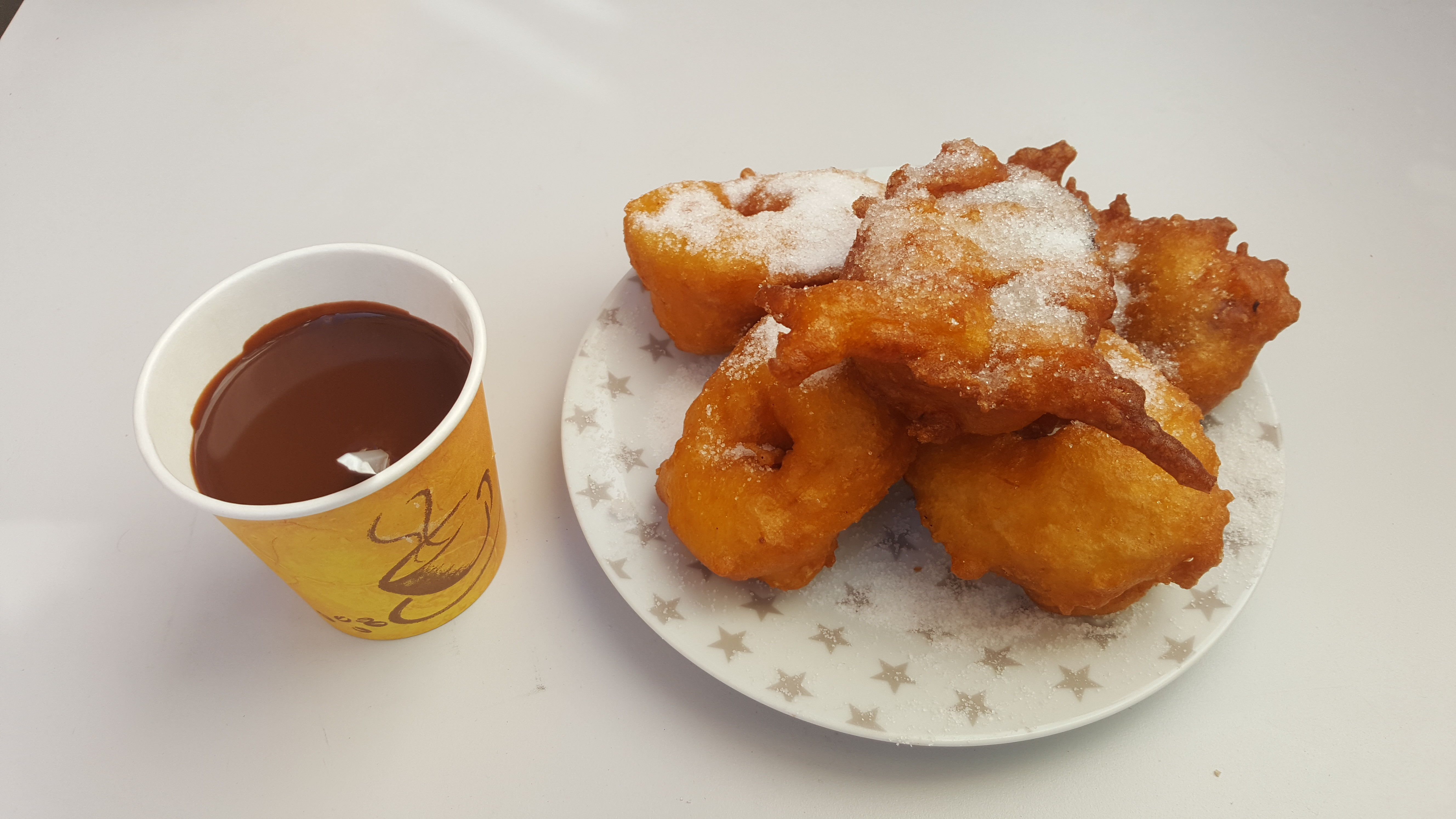
Buñuelos con chocolate, popular en las Fallas de Valencia.

Cada churrería tiene un ambiente propio y una forma distinta de hacer los churros, en algunos sitios se hacen alargados, en otros doblados, acanalados, friendo más o menos la masa, con o sin azúcar espolvoreada, etc. Todo es cuestión de los gustos del propietario y de los comensales que asisten frecuentemente a ellas. Por regla general se prepara el churro en el momento de ser solicitado, esto hace que esté crujiente.
En Madrid una de las más tradicionales es la Chocolatería San Ginés, ubicada en el centro de la ciudad, al celebrar el fin de año parece ser una visita típica, La Mallorquina en plena Puerta del Sol. En Palma de Mallorca es muy famosa Ca'n Joan de S'Aigo, inaugurada en el año 1700. En Santander (Cantabria), la churrería Áliva es la mejor y con más tradición. En Málaga, el sitio más tradicional para tomar chocolate con churros es Casa Aranda en la calle Herrera del Rey y en Marbella (Málaga), Churrería Ramón en la Plaza de los Naranjos.
Fuera de España también pueden encontrarse chocolaterías que sirven churros. En Buenos Aires, Argentina, es tradicional la churrería El Sol de Galicia, en la Calle Luis Viale, que se hizo conocida no solo por su inconfundible chocolate con churros, sino también por su gran variedad de productos. La chocolatería San Ginés de Madrid puso un local en el Mercado de los Carruajes del centro porteño. También en la Avenida de Mayo, enclave de la colectividad española en Buenos Aires, varios cafés sirven chocolate con churros, destacándose el tradicional Café Tortoni, el consumo de chocolate con churros es frecuente también en otras ciudades y poblaciones del interior argentino (por ejemplo Córdoba, Rosario, Mendoza, Mar del Plata etc.) especialmente en los meses fríos de invierno (es decir aproximadamente entre mayo y agosto).

## Variantes
La variante más popular al «chocolate con churros» es el «café con churros» que se sirve en los mismos lugares; es una variante que suele tomarse más rápidamente. En algunas fechas, el chocolate con churros compite con las torrijas de Semana Santa, o incluso con los picatostes. En algunos lugares existen otras variantes del chocolate con churros, como son las porras, los gofres con chocolate e incluso los buñuelos. Existen variantes, generalmente servidas en los puestos callejeros, que llevan el chocolate (generalmente más espeso) incorporado dentro del espacio interior del churro.
En Argentina también es común rellenar los churros con dulce de leche o crema pastelera, proveyéndoles aún más dulzura.

## En el Arte
- Churros con chocolate y otras relaciones peligrosas, Carmen Fuentes, una recopilación de cuentos.